# Gustav Ernst Heimbach
Gustav Ernst Heimbach, född 15 november 1810 i Leipzig, död där den 24 januari 1851, var en tysk rättshistoriker.
Heimbach, som blev extra ordinarie professor i juridik i Leipzig 1840, utgav tillsammans med sin bror Karl Wilhelm  Ernst Heimbach en kritisk upplaga av den bysantinska lagboken Basilika. 